# Drapelul Kuweitului

Steagul național al Kuweitului a fost adoptat la 7 septembrie 1961, și arborat oficial la 24 noiembrie, 1961.
Simbolistica culorilor provine dintr-o poezie de Safie Al-Deen Al-Hali:
- Alb pentru munca noastră
- Negru pentru luptele noastre
- Verde pentru căminele noastre de primăvară
- Roșu pentru trecutul nostr.

Reguli de arborare a steagului:
- Orizontal: Fâșia verde sus.
- Vertical: Fâșia verde în partea dreaptă.